# Cyphostemma barbosae
Cyphostemma barbosae är en vinväxtart som beskrevs av Wild & R. B. Drumm.. Cyphostemma barbosae ingår i släktet Cyphostemma och familjen vinväxter. Inga underarter finns listade i Catalogue of Life.